# ونستهلیپورم
ونستهلیپورم (به انگلیسی: Vanasthalipuram) یک منطقهٔ مسکونی در هند است که در Ranga Reddy district واقع شده‌است.

## خصوصیات
ونستهلیپورم ۲۹۰٬۵۹۱ نفر جمعیت دارد.